# Eva Menasse
Eva Menasse (* 11. května 1970, Vídeň) je rakouská novinářka a spisovatelka. Její literární dílo zahrnuje romány, povídky a eseje, které se často věnují historii, identitě, společenským otázkám a mezilidským vztahům, a je oceňováno nejen v Rakousku, ale i mezinárodně. Získala si respekt nejen kvůli svému vypravěčskému umění, ale také kvůli své schopnosti reflektovat hlubší vrstvy lidského chování a společnosti. Její díla byla přeložena mimo jiné do angličtiny, francouzštiny, italštiny, nizozemštiny a hebrejštiny.

## Biografie
Je nejstarší dcerou bývalého rakouského fotbalového reprezentanta, Hanse Menasseho, a sestrou rakouského prozaika Roberta Menasseho.
Po maturitě vystudovala na Vídeňské univerzitě germanistiku a historii. Její závěrečnou diplomovou práci na téma "Literarisches Schlachtenbummeln - Hannibal als Held im historischen Roman" vedl germanista prof. Wendelin Schmidt-Dengler. Během vysokoškolského studia pracovala ve Vídni jako novinářka pro magazín Profil, kde se zabývala hlavně sociální tematikou. Od roku 1999 psala ve Frankfurtu pro noviny Frankfurter Allgemeine Zeitung, pracovala jako korespondentka z Prahy a Berlína a poté jako kulturní referentka ve Vídni. Od roku 2003 žije v Berlíně a od roku 2005 je novinářkou a spisovatelkou na volné noze.
Roku 2004 se provdala za německého spisovatele Michaela Kumpfmüllera.. S autorem, pro kterého šlo už o jeho druhé manželství, má syna, ale v roce 2017 se rozvedli. Po letech strávených v berlínské čtvrti Schöneberg dnes autorka žije v sousední čtvrti Wilmersdorf.

## Politická angažovanost
Menasse byla jednou ze spoluzakladatelek sdružení spisovatelů PEN Berlín a 10. června 2022 byla spolu s Denizem Yücelem zvolena jeho mluvčí. Patří k zastáncům Listiny základních digitálních práv Evropské unie, která byla zveřejněna na konci listopadu 2016. Je jednou ze signatářek Jeruzalémské deklarace o antisemitismu a je kritičkou rezoluce německého Bundestagu z roku 2019. Byla jednou z 57 prvních signatářů otevřeného dopisu kancléři Olafu Scholzovi z března 2022, který vyzýval k dodávkám těžkých zbraní na Ukrajinu.

## Výběr z díla

### Reportáž o popírači holocaustu (2000)
Její první knižní publikace Holocaust před soudem. Proces s Davidem Irvingem (2000) přináší reportáž o soudním procesu s popíračem holocaustu Davidem Irvingem, který sledovala v Londýně.

### Vienna(2005)
První román Evy Menasse Vienna vydalo nakladatelství Kiepenheuer & Witsch v roce 2005, v českém překladu vyšel v roce 2010. Menasse v  povídkách vypráví smyšlený příběh svých zčásti katolických, zčásti židovských příbuzných. Román získal v německých médiích převážně pozitivní recenze, zatímco rakouská média byla spíše kritická. Na podzim roku 2005 byl román v Německu i Rakousku na seznamu bestsellerů. Menasse obdržela v roce 2005 za debut Vienna Cenu Rolfa Heyneho a anglický překlad románu se v roce 2007 dostal do užšího výběru pro britskou cenu Independent Foreign Fiction Prize.

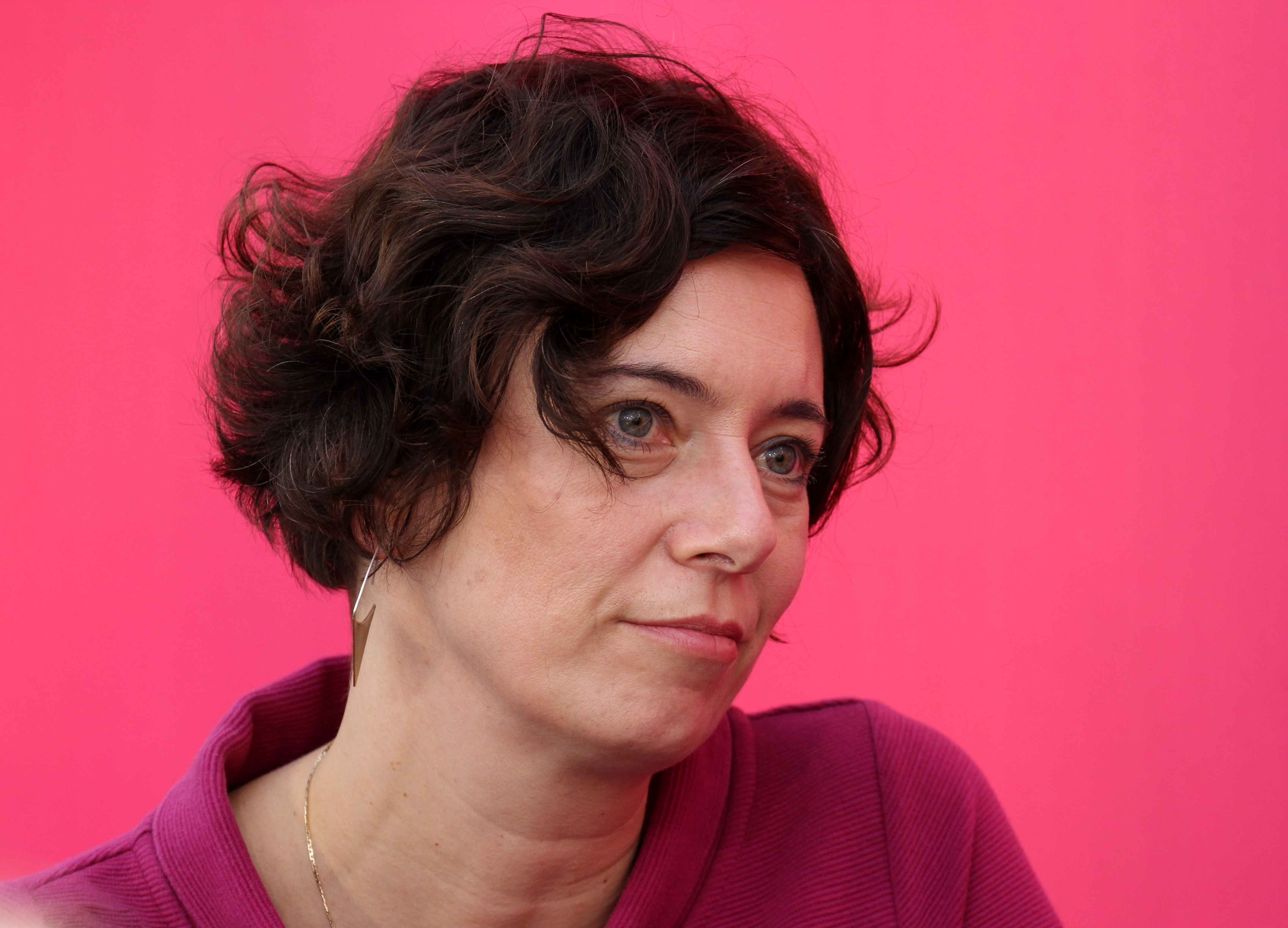
Eva Menasse na lipském knižním veletrhu v roce 2017

### Don Juan de la Mancha(2007)
Román sleduje osudy dvou rakouských rodin během 20. století, včetně událostí druhé světové války a poválečného období. Kniha zkoumá otázky identity, historie a vzájemných vztahů.

### Kvazikrystaly(v originále Quasikristalle, 2013)
Román vypráví příběh několika postav, jejichž osudy se proplétají v současné Vídni, autorčina pozornost se nicméně zaměřuje na vztahy mezi minulostí a přítomností. Za tento román získala v roce 2013 Literární cenu Gerty Spies a Cenu Heinricha Bölla. V českém překladu román vyšel v roce 2015.

### Dunkelblum(2021)
Román pojednává o masových vraždách zhruba 200 Židů na nucených pracích, k nimž došlo v roce 1945 v rakouském Burgenlandu. Ostatky obětí se nikdy nenašly. Na rozdíl od Vienny se nezaměřuje na pohnuté historické události z pohledu obětí, ale spíše z pohledu pachatelů. Děj se odehrává ve dvou vyprávěcích rovinách, jedna je situována do roku 1945, kdy byly spáchány zmíněné masakry, a druhá rovina je zasazena do roku 1989, kdy padla železná opona.

## Literární ocenění (výběr)

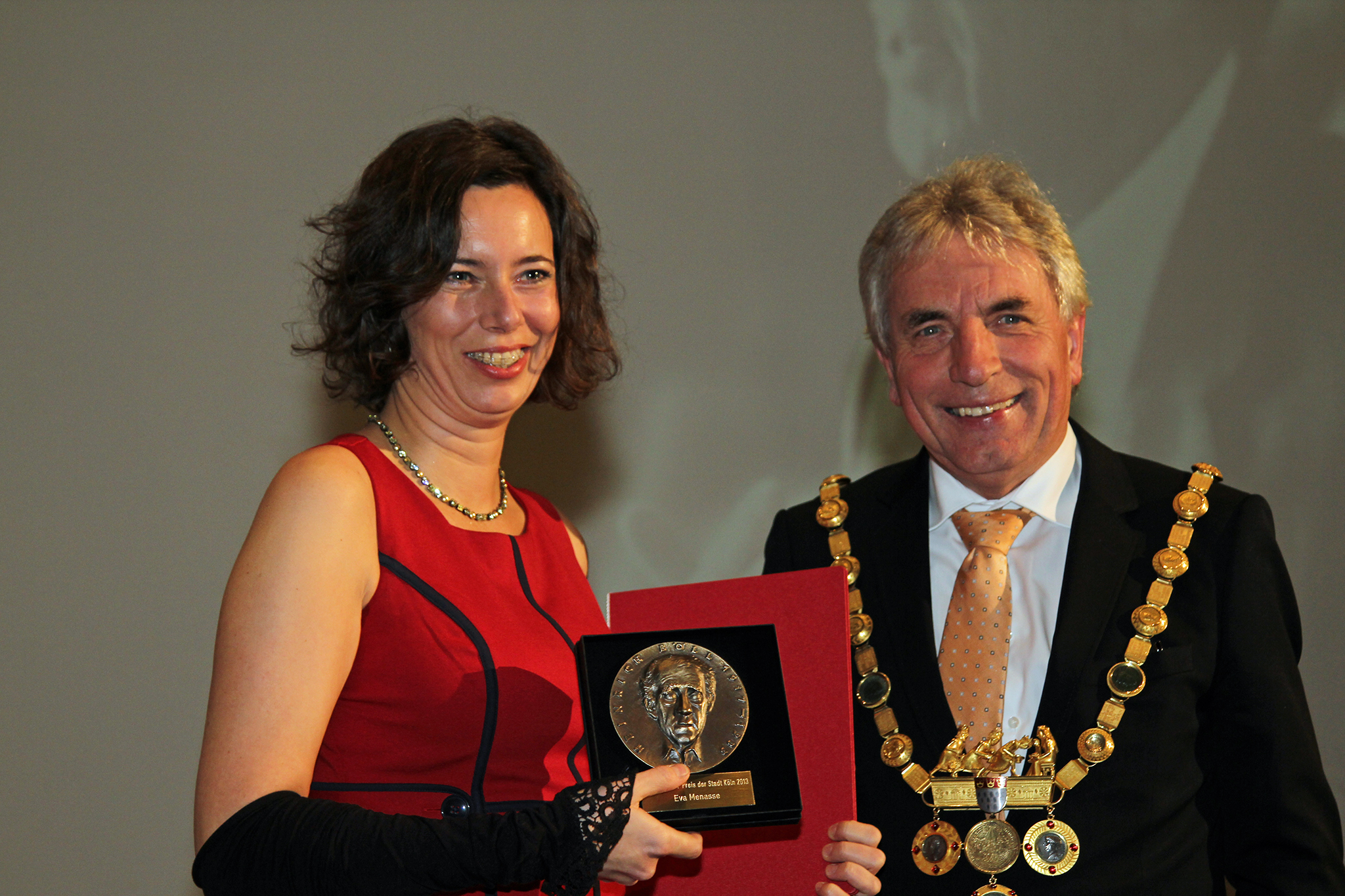
Eva Menasse po boku kolínského starosty Jürgena Roterse při předávání ceny Heinricha Bölla (2013)

- 2003 – Pracovní stipendium Darmstädtského literárního fondu
- 2005 – Cena Rolfa Heyneho za debut za román Vienna
- 2013 – Literární cena Gerty Spies
- 2013 – Cena Heinricha Bölla města Kolína nad Rýnem
- 2014 – Literární cena Alpha
- 2014 – Stipendijní pobyt ve vile Massimo v Římě
- 2015 – Cena Jonathana Swifta
- 2017 – Cena Friedricha Hölderlina města Bad Homburg
- 2017 – Rakouská knižní cena za sbírku povídek Tiere für Fortgeschrittene[17]
- 2019 – Cena Ludwiga Börneho[18]
- 2020 – LiteraVision - televizní cena města Mnichova[19]
- 2021 – Cena Bruna Kreiského za politickou knihu - hlavní cena za román Dunkelblum[20]
- 2022 – Literární cena Jakoba Wassermanna města Fürthu[21]

### Dosud nepřeložené knihy
- 2021 – Dunkelblum
- 2020 – Gedankenspiele über den Kompromiss
- 2017 – Tiere für Fortgeschrittene
- 2015 – Lieber aufgeregt als abgeklärt: Essays
- 2013 – Glück in Dosen
- 2011 – Wien. Küss die Hand, Moderne
- 2009 – Lässliche Todsünden
- 2000 – Der Holocaust vor Gericht. Der Prozess um David Irving
- 1998 – Der mächtigste Mann
- 1997 – Die letzte Märchenprinzessin

### České překlady

#### Romány
- Kvazikrystaly (orig. 'Quasikristalle')[22]. 1. vyd. Brno: Host, 2015. 376 S. Překlad: Helena Smolaková
- Vienna (orig. 'Vienna')[23]. 1. vyd. Zlín: Archa, 2010. 480 S. Překlad: Milan Tvrdík